# Hunting Hill
Hunting Hill är en kulle i Kanada.   Den ligger i provinsen Alberta, i den centrala delen av landet, 2 700 km väster om huvudstaden Ottawa. Toppen på Hunting Hill är 758 meter över havet, eller 3 meter över den omgivande terrängen. Bredden vid basen är 0,22 km.
Terrängen runt Hunting Hill är huvudsakligen platt. Trakten runt Hunting Hill är nära nog obefolkad, med mindre än två invånare per kvadratkilometer.. Närmaste större samhälle är Duchess, 17,6 km sydväst om Hunting Hill.
Trakten runt Hunting Hill består i huvudsak av gräsmarker.